# Deula

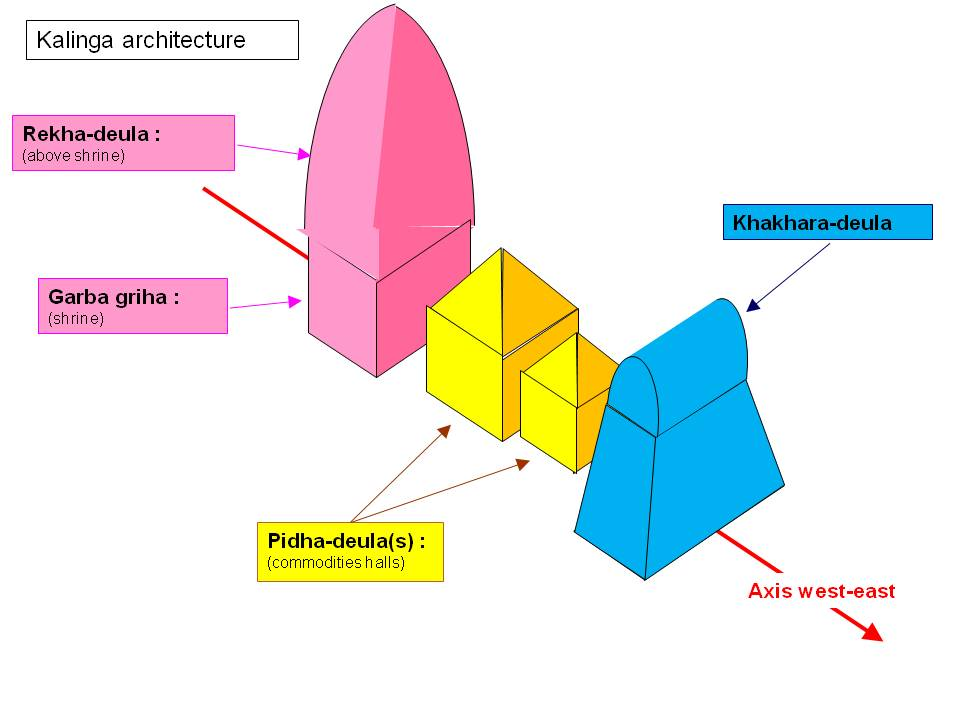
Esquema simplificado de un templo de arquitectura Kalinga

En arquitectura, el Deula (en oriya ଦେଉଳ deuḷa) es un elemento arquitectónico en un templo hindú en el estilo arquitectónico Kalinga de los templos de Odisha en el este de la India. A veces todo el templo también se conoce como Deula. La palabra "deula" en lengua oriya se refiere a una estructura de un edificio construida con un estilo particular que se ve en la mayoría de los templos de Odisha. Deul también se usa en inglés, aunque los templos deul también tienen una forma diferente en la región de Manbhum en Bengala occidental.
Hay tres tipos de Deulas: En términos de la terminología general del norte de la India, el Rekha Deula (rekha deul) es el santuario y la torre sobre él, respectivamente, el garbhagriha y el shikhara, el Pidha Deula (pida deul) es la mandapa donde están presentes los fieles. El deula Khakhara es una forma alternativa de torre sobre el santuario, que en forma se asemeja a las puertas oblongas del templo gopuram en la arquitectura dravidiana del sur de la India.

## Deula Rekha

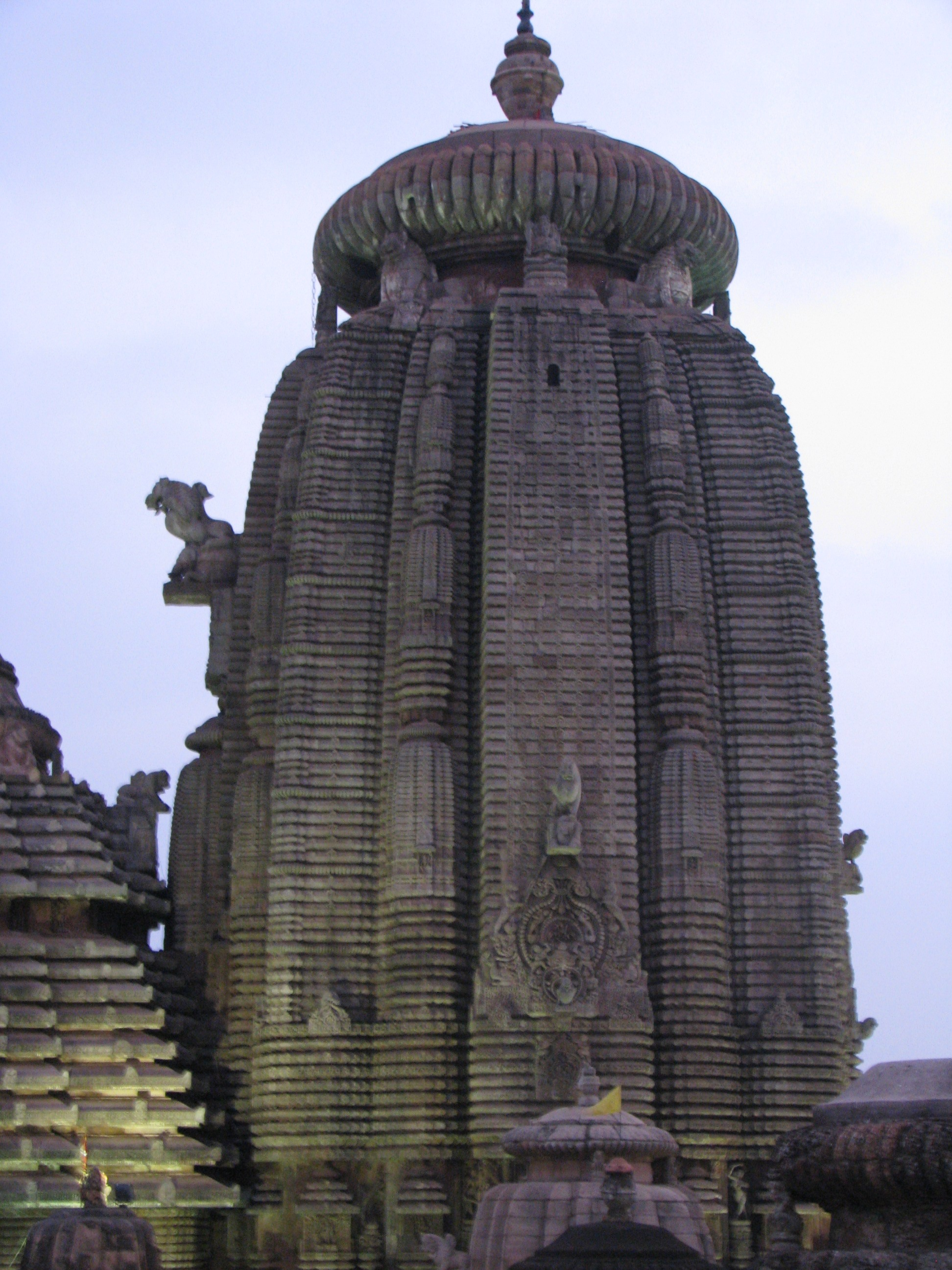
Templo Lingaraja, ejemplo de un "deula shikhara".

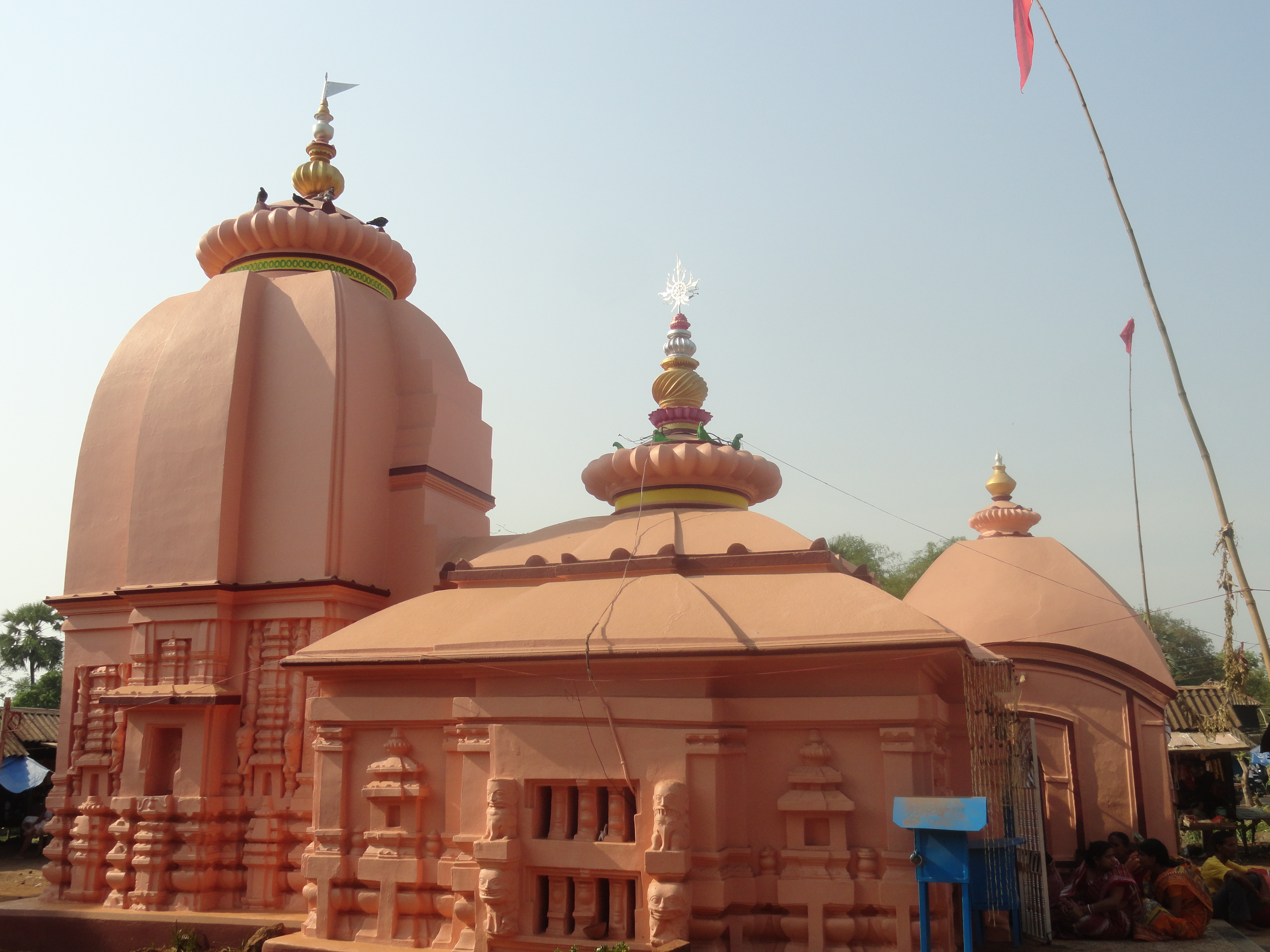
Templo de Shantinath Shiva en Shihar cerca de Jayrambati en Bengala Occidental.

Rekha en Odia significa una línea recta. Es un edificio alto con forma de pan de azúcar, que parece un Shikhara. Cubre y protege el sanctum sanctorum (Garbhagriha). Algunos ejemplos son:
- El Shikhara del Templo Lingaraja en Bhubaneswar
- El Shikhara del templo de Jagannath en Puri
- Templo de Jagannath en Nayagarh
- Templo Uttaresvara Siva en Bhubaneswar
- El templo Shikhara de Yameshwar en Bhubaneswar
- El Shikhara del Templo Shantinath Shiva en la aldea de Shihar cerca de Jayrambati en Bankura, Bengala Occidental

## Deula Pidha

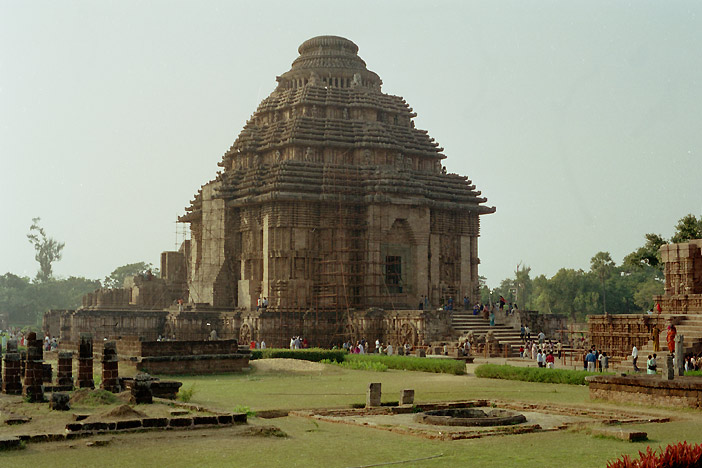
Temple Konark Sun, ejemplo de un "deula pitha" (la torre más grande detrás se ha derrumbado).

Es un edificio cuadrado, típicamente con un techo en forma de pirámide, como las torres vimana sobre los santuarios de los templos en la arquitectura dravidianas del sur. Algunos ejemplos de los vestíbulos son los siguientes:
- El jaga mohan (salón de actos) del templo del Sol en Konârak
- El jaga mohan del templo de Yameshwar en Bhubaneswar
- El jaga mohan del templo Shantinath Shiva en Jayrambati, Bankura, Bengala Occidental
- Templo Digambara Jaina, Khandagiri en Bhubaneswar

## Deula Khakhara

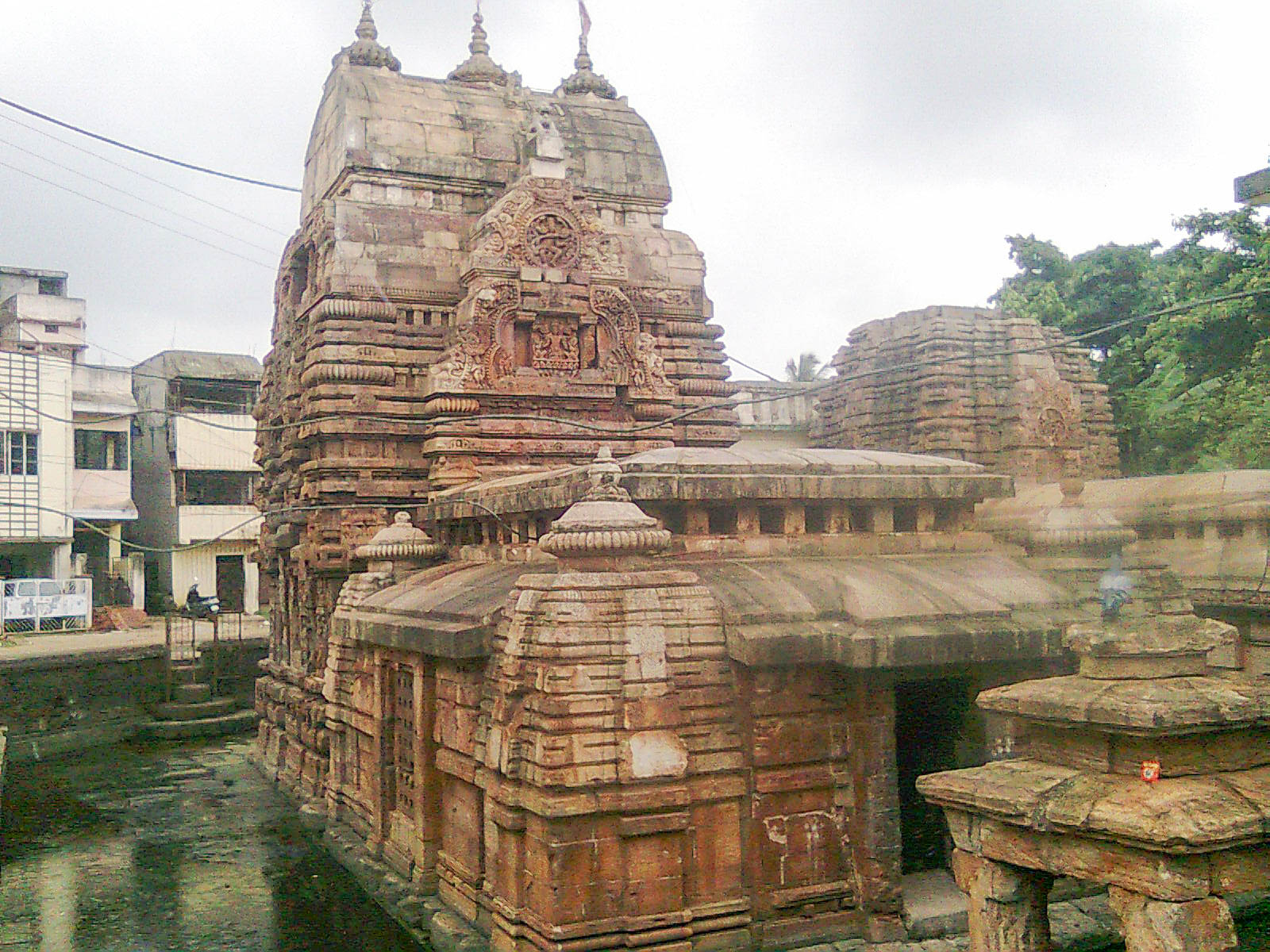
Baitala Deula ejemplo de un "khakara deula".

El deula Khakara es un edificio rectangular con un techo en forma de pirámide trunca, como las gopuras. El nombre proviene de Khakharu (zapallo) por la forma del techo. Los templos de las deidades femeninas como Shakti son templos de ese tipo. Ejemplos:
- Deula Baitala, Bhubaneswar (dedicado a Chamunda)
- Deula Varahi en Chaurasi, distrito de Puri (dedicado a Varahi)
- Templo Brahmi en Chaurasi
- Kedar Gouri, Bhubaneswar
- Templo Narayani, Khalikote (dedicado a Durga)
- Templo de Durga, Banki